# Marmaduke, Arkansas
Marmaduke là một thành phố thuộc quận Greene, tiểu bang Arkansas, Hoa Kỳ. Năm 2010, dân số của thành phố này là 1111 người.

## Dân số
- Dân số năm 2000: 1158 người.
- Dân số năm 2010: 1111 người.